# Луґово (Західнопоморське воєводство)
Луґово (пол. Ługowo) — село в Польщі, у гміні Пелчиці Хощенського повіту Західнопоморського воєводства.
Населення — 75 осіб (2011).
У 1975—1998 роках село належало до Гожовського воєводства.

## Демографія
Демографічна структура станом на 31 березня 2011 року:
|          | Загалом | Допрацездатний вік | Працездатний вік | Постпрацездатний вік |
| -------- | ------- | ------------------ | ---------------- | -------------------- |
| Чоловіки | 42      | 12                 | 27               | 3                    |
| Жінки    | 33      | 8                  | 16               | 9                    |
| Разом    | 75      | 20                 | 43               | 12                   |